# Blue Pacific Blues
Blue Pacific Blues (auch Sadie Thompson’s Song) ist ein Lied aus dem Soundtrack des Films Fegefeuer (Miss Sadie Thompson) aus dem Jahr 1953, komponiert von Lester Lee, getextet von Ned Washington. Gesungen wird es im Film von Rita Hayworth mit der Stimme von Jo Ann Greer.

## Text und Coverversionen

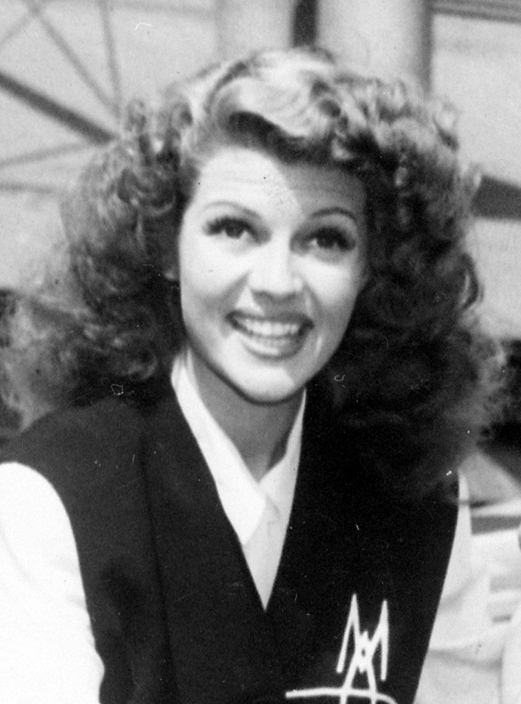
Rita Hayworth (1942), die das Lied im Film mit der Stimme von Jo Ann Greer sang

„Der Regen singt Nacht für Nacht sein Lied, ein Lied das uns einsam macht und müd…“ heißt es anfangs der deutschen Übersetzung, im Original I’m gettin’ Blue Pacific Blues. The feelin’ you get get from real bad news. I wanna hear bells, I wann see trains. I get in this mood whenever it rains… Eine Frau denkt in einer regnerischen Nacht an den Mann, den sie einfach nicht vergessen kann, es ist drückend schwül und sie hat den Blues. Sie liegt wacht und raucht und wünscht sich, dass es Morgen werde, und ihre Angst sich verflüchtige…
1953 veröffentlichte Leo Diamond mit dem Orchester von Van Alexander bei Ambassador eine Coverversion. Auch Caterina Valente coverte den Song in einer deutschen Variante, doch die Produzenten winkten Mitte der 1950er Jahre zunächst ab, obgleich Kurt Edelhagen darauf verwies, dass der Song in Amerika hervorragende Erfolge gehabt habe; erst Jahrzehnte später wurde diese Version veröffentlicht auf ihrem Album „Caterina Valente & Orchester Kurt Edelhagen“, nachdem Valente aufgrund der Produzentenentscheidung zunächst als Schlager- und nicht als Jazzsängerin Karriere gemacht hatte. The Marnhy Trio coverte das Lied seinerzeit ebenfalls. Lale Andersen sang das Lied 1964 auf ihrem Album „Portrait in Musik“ und Jerry Adler spielte es 1962 auf seinem Album „A Handful of Blues“. Gesungen wurde das Lied auch von Candis Alek, 1962 von Don Cherry, 1965 von Damita Jo und gespielt von Richard Hayman und seinem Orchester.

## Auszeichnung/Nominierung
1954 war Blue Pacific Blues in der Kategorie „Bester Song“ für einen Oscar nominiert. Die Auszeichnung ging jedoch an Sammy Fain und Paul Francis Webster für ihr Lied Secret Love aus dem komödiantischen Western Schwere Colts in zarter Hand (Calamity Jane).